# Oteana mato
Oteana mato är en insektsart som beskrevs av Hoch 2006. Oteana mato ingår i släktet Oteana och familjen kilstritar. Inga underarter finns listade i Catalogue of Life.